# Panencefalitis esclerosante subaguda
Panencefalitis esclerosante subaguda es una enfermedad crónica, progresiva y rara que afecta niños y adultos jóvenes. Está causada por el virus de sarampión. Se caracteriza por una historia de sarampión primario seguida por algunos años sin síntomas, tras los cuales se inicia un deterioro lento y progresivo psiconeurológico que consiste en cambios de personalidad, ataques repentinos, mioclonos, ataxia, fotosensibilidad, anormalidades oculares, espasticidad y coma.
Está causada por una mutación en la proteína M, interviniente en el proceso de brotación, por lo que se acumulan nucleocapsides en el tejido neural. El tratamiento recomendado es la administración de interferón y antivirales.
No existe cura para esta enfermedad. Las personas afectadas por esta enfermedad mueren habitualmente entre 1 y 3 años tras ser diagnosticadas.